# Ершов, Василий Александрович
Василий Александрович Ершов (14 января 1920, Сандово, Тверская губерния — 20 декабря 1971, Кузнецк, Пензенская область) — Герой Советского Союза, пулемётчик, гвардии красноармеец. Один из девяти разведчиков, принявших бой 12 апреля 1944 года у села Ашага-Джамин (ныне Геройское) в ходе Крымской наступательной операции. Единственный выживший после пыток и расстрела.

## Биография
Василий Александрович Ершов родился в селе Сандово (ныне — в Сандовском районе Тверской области) в крестьянской семье. Русский.
Учился на родине в сельской школе. Работал в колхозе.
В 1942 году был призван в Красную Армию. На фронтах Великой Отечественной войны с 1942 года.

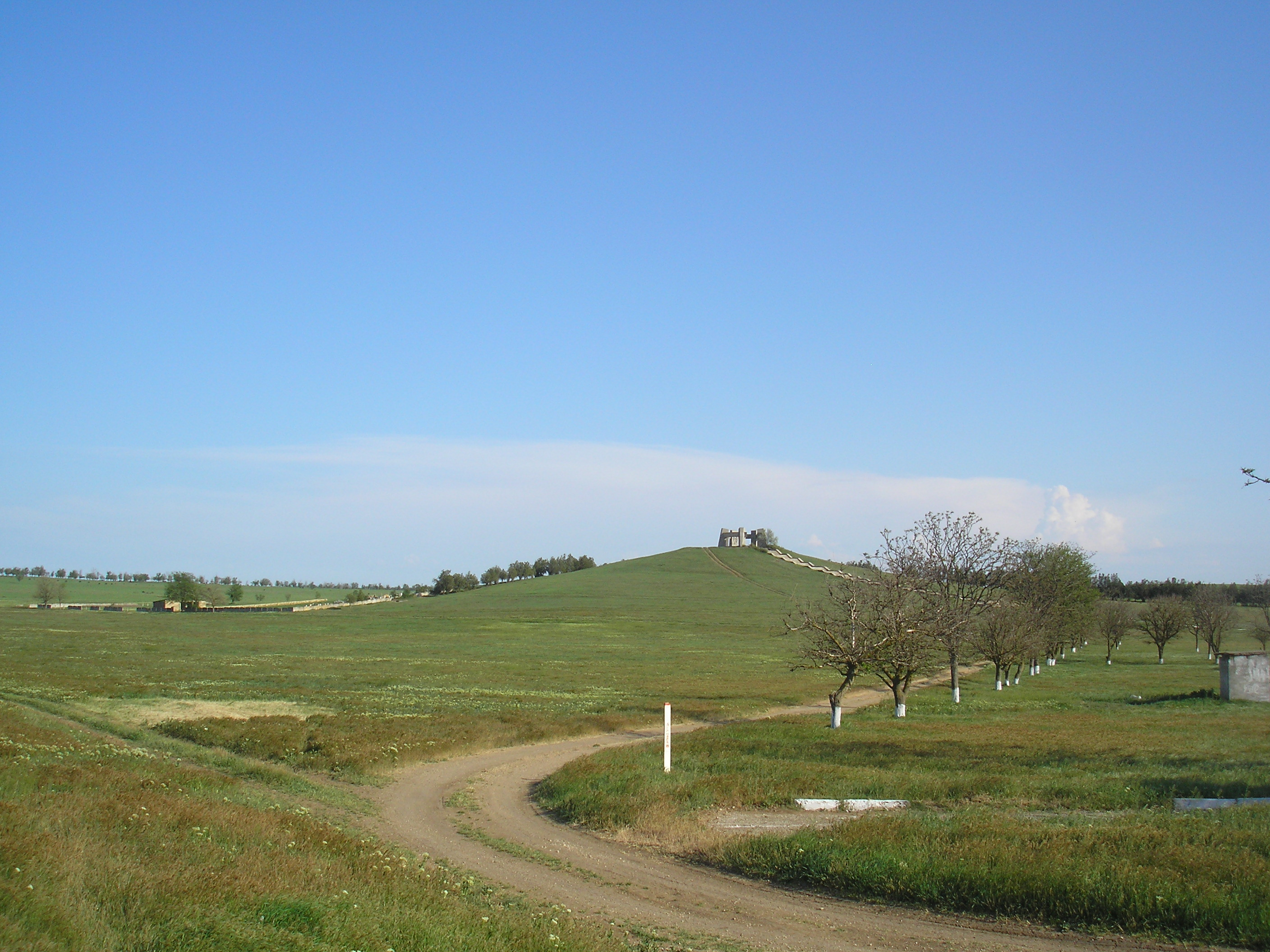
Братская могила восьми Героев Советского Союза. Скульпторы В. В. Петренко, Н. И. Петренко, архитектор А. М. Крамаренко, Геройское

12 апреля 1944 года в ходе в ходе Крымской наступательной операции Красной Армии разведывательная группа из разведчиков 3-го гвардейского отдельного мотоинженерного батальона и 91-го отдельного мотоциклетного батальона под командованием сержанта Николая Поддубного на танке проводила разведку расположения войск противника. Возле села Ашага-Джамин группа попала под артиллерийский обстрел, танк был повреждён, и подразделение заняло оборону вокруг танка. В течение двух часов разведчики вели бой против батальона противника. Когда уже кончились боеприпасы, разведчики бросились в рукопашную и штыками и сапёрными лопатками уничтожили ещё 13 солдат противника. Силы были неравны, и все они были схвачены. Разведчиков доставили в село и подвергли жесточайшим пыткам. Ни один из них не выдал военную тайну. На рассвете всех разведчиков отволокли к оврагу, согнали местное население. Несмотря на тяжёлые раны, разведчики смогли встать на ноги и принять смерть как герои. Из девяти разведчиков в живых остался только один — В. А. Ершов.
Местные жители при захоронении расстрелянных разведчиков обнаружили, что один из них жив, и укрыли его в одном из домов. До прихода частей Красной Армии оказывали ему возможную медицинскую помощь, а с приходом Красной Армии передали его на лечение в госпиталь.
Указом Президиума Верховного Совета СССР от 16 мая 1944 года Василию Ершову и всем разведчикам было присвоено звание Героев Советского Союза.
Год боролся за жизнь в госпитале, пережил 14 операций. Восстановился, хотя остался инвалидом. После излечения Василий Ершов поселился в деревне Судилово (ныне — Сандовский район Тверской области). Работал в колхозе «Ленинский путь».
Скончался 20 декабря 1971 года в Кузнецке, Пензенская область. Похоронен в деревне Лукино Сандовского района.

## Награды
- Медаль «Золотая Звезда»
- Орден Ленина.

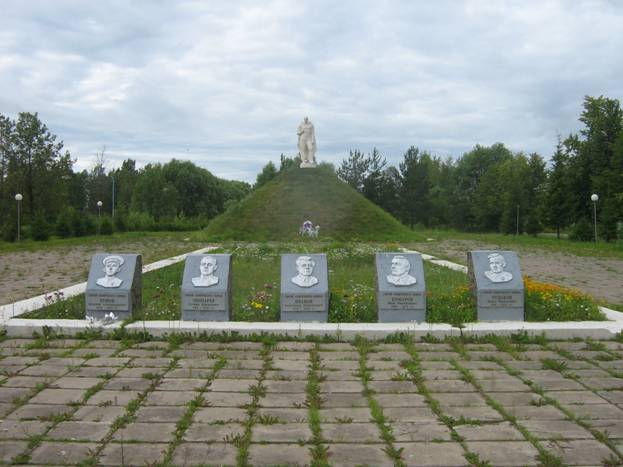
Памятник сандовцам, Героям Советского Союза. Ершову — крайний слева.

- Медаль «За победу над Германией в Великой Отечественной войне 1941—1945 гг.»
- Медаль «Двадцать лет Победы в Великой Отечественной войне 1941-1945 гг.»[2]
- Юбилейная медаль «50 лет Вооружённых Сил СССР»
- Медаль «За доблестный труд (За воинскую доблесть). В ознаменование 100-летия со дня рождения Владимира Ильича Ленина»

## Память
- В ознаменование подвига Героев разведчиков село Ашага-Джамин переименовано в Геройское.
- В ознаменование подвига на братской могиле героев воздвигнут гранитный обелиск с надписью: «Вечная слава Героям Советского Союза». Ниже высечены имена: «Гвардии сержанты Н. И. Поддубный, М. М. Абдулманапов; гвардии рядовые: П. В. Велигин,Ершов Василий Александрович, И. Т. Тимошенко, М. А. Задорожный, Г. Н. Захарченко, П. А. Иванов, А. Ф. Симоненко».
- В городе Саки в честь подвига названа улица «Девяти Героев».
- В ознаменование подвига в Симферополе воздвигнут памятник.
- Именем Героя названа улица в посёлке Сандово Тверской области.